# Алісія Благг
Алісія Благг (англ. Alicia Blagg; нар. 21 жовтня 1996, Вейкфілд, Західний Йоркшир, Йоркшир і Гамбер, Англія, Велика Британія) — британська стрибунка у воду. Учасниця Олімпійських Ігор 2012, 2016 років.